# Philippa Black
Pour les articles homonymes, voir Black.
Philippa Margaret Black (née le 26 novembre 1941) est une universitaire néo-zélandaise spécialisée en géologie, et plus particulièrement en minéralogie et en pétrologie métamorphique.

## Biographie
Philippa Black est née le 26 novembre 1941 à Hamilton. Elle est la fille de Dorothy May (née Maslen) et de James Corbett Black. Elle est scolarisée à la Taupiri Primary School, à la St Paul's Catholic School (école primaire de Ngāruawāhia (en)) et à la New Plymouth Girls' High School. Elle étudie à l'université d'Auckland et obtient une maîtrise et un doctorat en géologie. Le titre de sa thèse de maîtrise de 1964 est Igneous and metamorphic rocks from Tokatoka, Northland (« Roches ignées et métamorphiques de Tokatoka, Northland »). Son doctorat porte sur le récif de Tokatea dans les collines situées derrière le canton de Coromandel et son titre est Petrology of the Cuvier and Paritu Plutons and their metamorphic Aureoles (« Pétrologie des plutons de Cuvier et de Paritu et de leurs auréoles métamorphiques »). Elle obtient ensuite un Master of Arts d'histoire. Elle est nommée professeure à l'université d'Auckland en 1986, dont elle dirige le département pendant 15 ans.
Entre 1993 et 1997, Philippa Black est présidente de la Société royale de Nouvelle-Zélande, première femme à occuper cette fonction. En 1996, elle est nommée Compagnon de l'Ordre du mérite de Nouvelle-Zélande pour ses services rendus à la science.
En 2013, après sa retraite, elle est élue Compagnon de l'Institution of Professional Engineers New Zealand (en) (IPENZ). En 2017, elle est sélectionnée comme l'une des « 150 femmes en 150 mots » de la Royal Society Te Apārangi, célébrant la contribution des femmes à la connaissance en Nouvelle-Zélande.